# Municipio de Faucett
El municipio de Faucett (en inglés: Faucett Township ) es un municipio ubicado en el  condado de Halifax en el estado estadounidense de Carolina del Norte. En el año 2010 tenía una población de 1.738 habitantes.

## Geografía
El municipio de Faucett se encuentra ubicado en las coordenadas 36°27′20.54″N 77°40′18.93″O / 36.4557056, -77.6719250.